# 短體小沙丁魚
短體小沙丁魚為輻鰭魚綱鲱形目鲱科的其中一種，分布於東大西洋區，從直布羅陀至安哥拉海域，棲息深度可達80公尺，體長可達37.3公分，棲息在沿海海域的洄游性魚類，成群活動，以浮游生物為食，繁殖期在7-9月，為高經濟價值的食用魚。

## 擴展閱讀
維基物種上的相關：短體小沙丁魚